# Калачёв, Алексей Георгиевич
Алексей Георгиевич Калачёв (псевдоним в журналистских кругах и на радио — Доктор Блюз; 17 ноября 1961) — российский журналист, музыкальный обозреватель, радиоведущий. Автор и ведущий программ «Доктор Блюз» и «Блюзология». Автор ряда публикаций о блюзе в прессе, основатель сетевого журнала BluesNews.ru.

## Творчество
Работает журналистом с 1982 года. Первым в СССР в середине 1980-х выпустил в эфир серию блюзовых программ о Мадди Уотерсе, Би Би Кинге, Джоне Мэйолле и других. Регулярно готовил сюжеты о новостях и персонах блюза для программы Виктора Татарского «Музыкальный глобус» до 1990-х годов и для «Молодёжного канала» радио «Юность».
В марте 1994 года в эфир впервые вышла программа «Доктор Блюз», после чего она некоторое время кочевала по столичным радиостанциям. В итоге программа стала выходить на «Радио России» и продержалась там до 10 августа 2016 года. В 2001—2003 годы вёл на Открытом радио программу «Блюзология», которая выходила по средам. Программа неизменно завершалась пожеланием: «Всего вам самого блюзового». Вел передачу о блюзе на частоте 92,00 МГц радиостанции «Говорит Москва»
В 2001 году он отмечал: «Весь свой талант и опыт я прилагаю к тому, чтобы сделать свои передачи чем-то большим, нежели простое проигрывание пластинок,— рассказываю истории, даю комментарии, развлекаю слушателя. Наши опросы показывают, что немало людей слушает передачу именно из-за того, что им нравятся мои истории и комментарии. Понимаете, если не обращать внимания на цвет кожи, то блюзмены в США сталкивались с теми же проблемами, с которыми вынуждены иметь дело и люди в России сейчас. Поэтому мои истории [о том, что блюзменам пришлось пережить в США] люди воспринимают очень близко»
В 2003 году основал сетевой журнал bluesnews.ru, который он рассматривал как «скромную попытку журналистики о блюзе в России». Внимание редакции сайта сосредоточено на дискографии.

## Передачи
- «Блюзология» на волне MIX FM. Программа выходила по понедельникам в 21:00 MSK.[6]

## Аудиокниги
Алексей является автором следующих аудиокниг:
- 2008, апрель  — Robert Johnson или сгоревшая попытка любви :: (первый тираж)[7]
- 2009, август  — Clapton Часть № 2: «Layla», Конор, «Капитан Smirnoff» и др.[4]
- 2009, сентябрь  — Роберт Джонсон или Баллада о сгоревшей попытке любви :: (второй тираж)[4]